# Festival cinematografico internazionale di Mosca 1967
La 5ª edizione del Festival cinematografico internazionale di Mosca si è svolta a Mosca dal 5 al 20 luglio 1967.
Il Grand Prix fu assegnato al film sovietico Il giornalista diretto da Sergej Gerasimov e al film ungherese Il padre diretto da Il padre.

## Giuria
- Sergej Jutkevič ( Unione Sovietica - Presidente della Giuria)
- Román Viñoly Barreto ( Argentina)
- Aleksej Batalov ( Unione Sovietica)
- Lucyna Winnicka ( Polonia)
- Todor Dinov ( Bulgaria)
- Hagamasa Kawakita ( Giappone)
- Leslie Caron ( Francia)
- András Kovács ( Ungheria)
- Grigorij Kozincev ( Unione Sovietica)
- Robert Hossein ( Francia)
- Jiří Sequens ( Cecoslovacchia)
- Dimitri Tiomkin ( Stati Uniti)
- Andrew Thorndike ( Germania Est)
- Leonardo Fioravanti ( Italia)

## Film in competizione
| Film                                                               | Regista                           | Nazione                         |
| ------------------------------------------------------------------ | --------------------------------- | ------------------------------- |
| Shiroi Kyotō                                                       | Satsuo Yamamoto                   | Giappone                        |
| En la selva no hay estrellas                                       | Armando Robles Godoy              | Perù                            |
| Su per la discesa (Up the Down Staircase)                          | Robert Mulligan                   | USA                             |
| Mexico amore e sangue per un gringhero (Un dorado de Pancho Villa) | Emilio Fernández                  | Messico                         |
| Wehrmacht ora zero (Westerplatte)                                  | Stanisław Różewicz                | Polonia                         |
| Rih al awras                                                       | Mohammed Lakhdar-Hamina           | Algeria                         |
| Il ladro di Parigi (Le voleur)                                     | Louis Malle                       | Francia, Italia                 |
| Dacii                                                              | Sergiu Nicolaescu                 | Romania, Francia                |
| O Caso dos Irmãos Naves                                            | Luis Sérgio Person                | Brasile                         |
| L'occhio selvaggio                                                 | Paolo Cavara                      | Italia                          |
| Diario di un operaio (Työmiehen päiväkirja)                        | Risto Jarva                       | Finlandia                       |
| Il giornalista (Žurnalist)                                         | Sergej Gerasimov                  | URSS                            |
| La forêt enchantéed                                                | Norodom Sihanouk                  | Cambogia                        |
| L'amore stregone (El amor brujo)                                   | Francisco Rovira Beleta           | Spagna                          |
| Jeudi on chantera comme dimanche                                   | Luc de Heusch                     | Belgio Francia                  |
| Uech                                                               | Dejidiin Jigjid                   | Mongolia                        |
| Nguyen van choi                                                    | Li Thay Bao e Bui Dinh Hac        | Vietnam del Nord                |
| Subteranul                                                         | Virgil Calotescu                  | Romania                         |
| Il 13º uomo (Un homme de trop)                                     | Costa-Gavras                      | Francia, Italia                 |
| Operazione San Gennaro                                             | Dino Risi                         | Italia, Germania Ovest, Francia |
| Dishonored                                                         | Igbal Shahzad                     | Pakistan                        |
| Il padre (Aра)                                                     | István Szabó                      | Ungheria                        |
| Otklonenie                                                         | Grisha Ostrovski e Todor Stoyanov | Bulgaria                        |
| Štićenik                                                           | Vladan Slijepčević                | Yugoslavia                      |
| Le avventure di Juan Quin Quin (Las aventuras de Juan Quin Quin)   | Julio García Espinosa             | Cuba                            |
| Prinsessan                                                         | Åke Falck                         | Svezia                          |
| Al fajr                                                            | Omar Khlifi                       | Tunisia                         |
| Racconto per cornetta (Romance pro křídlovku)                      | Otakar Vávra                      | Cecoslovacchia                  |
| Escándalo en la familia                                            | Julio Porter                      | Argentina                       |
| Naboerne                                                           | Bent Christensen                  | Danimarca                       |
| Khan el khalili                                                    | Atef Salem                        | Egitto                          |
| Brot und Rosen                                                     | Heinz Thiel e Horst E. Brandt     | Germania Est                    |
| Un uomo per tutte le stagioni (A Man for All Seasons)              | Fred Zinnemann                    | Regno Unito                     |

## Premi
- Grand Prix:
  - Il giornalista, regia di Sergej Gerasimov
  - Il padre, regia di István Szabó
- Premio Speciale d'Oro: Otklonenie, regia di Grisha Ostrovski e Todor Stoyanov
- Premi d'Oro: En la selva no hay estrellas, regia di Armando Robles Godoy
- Premio Speciale d'Argento: Racconto per cornetta, regia di Otakar Vávra
- Premi d'Argento:
  - Wehrmacht ora zero, regia di Stanisław Różewicz
  - Operazione San Gennaro, regia di Dino Risi
  - Shiroi Kyotō, regia di Satsuo Yamamoto
  - Štićenik, regia di Vladan Slijepčević
- Premi:
  - Miglior Attore: Paul Scofield per Un uomo per tutte le stagioni
  - Miglior Attrice: Sandy Dennis per Su per la discesa
  - Miglior Attrice: Grynet Molvig per Prinsessan
- Menzione speciale: Fred Zinnemann per Un uomo per tutte le stagioni
- Premio FIPRESCI: Otklonenie, regia di Grisha Ostrovski e Todor Stoyanov